# Castianeira inquinata
Castianeira inquinata là một loài nhện trong họ Corinnidae.
Loài này thuộc chi Castianeira. Castianeira inquinata được Tord Tamerlan Teodor Thorell miêu tả năm 1890.